# Heterocercus aurantiivertex
Heterocercus aurantiivertex là một loài chim trong họ Pipridae.